# Chiesa della Grazia lontana
La chiesa della Madonna delle Grazie conosciuta anche come chiesa d'Arrigo o più frequentemente chiesa della Grazia lontana, quest'ultima per distinguerla dall'altro omonimo edificio e poiché situata fuori dal paese, è un edificio religioso di Favara.

## Storia
Costruita nel 1602 per volere, tra gli altri, degli eremiti Pietro Di Chiara e Giuseppe Guaraci, ha subìto vari interventi nel corso dei secoli. Abbandonata come luogo di culto, venne acquistata nel corso dell'Ottocento da Francesco Miccichè (1825-1905), per essere trasformata in una cappella di sepoltura familiare, cosa che non avvenne per le sopraggiunte disposizioni di legge.
Dal 1993 è proprietà della Curia vescovile di Agrigento ed è aperta al culto solo occasionalmente, in particolare nel mese di maggio. Lungo il muro, sulla strada verso oriente, è presente un'edicoletta votiva, di fattura ottocentesca, dedicata sempre alla Madonna delle Grazie.